# Magtens Korridorer
Magtens Korridorer er en dansk rockgruppe.
Magtens Korridorer opstod midt i 1990'erne og havde succes som liveband i det københavnske universitetsmiljø.
Magtens Korridorer er karakteriseret ved udelukkende at spille egne, dansksprogede, kompositioner med et ofte socialrealistisk indhold. Musikstilen er ukompliceret rock med en udadvendt dynamisk sceneoptræden.
Magtens Korridorer blev kendt i forbindelse med Tæskeholdet på Danmarks Radios P3 i 1997 hvor sangen "Hestevise" var en fast ingrediens i programmet. "Hestevise" er indspillet på Magtens Korridorers demo-cd fra 1996. Besætningen var på det tidspunkt: Johan G. Olsen (sang), Jacob Ihlemann (guitar), Rasmus Kern (guitar), Peter Bregnsbo (trommer) og Henrik Dylmer (bas).
Samme besætning indspillede i 1998 Bagsiden af Medaljen, der ikke blev nogen større succes.
Magtens Korridorer fik sit kommercielle gennembrud i 2005 via P3's Karrierekanonen med sangen "Lorteparforhold", som udkom på albummet Friværdi indspillet af Johan G. Olsen, Rasmus Kern, Anders Ramhede (trommer), Terkel Møhl (bas) og Niklas Schneidermann (guitar).
Den 29. juni 2006 åbnede Magtens Korridorer Roskilde Festivalen på Orange Scene.
Magtens Korridorer udsendte deres femte studiealbum, Imperiet falder den 31. oktober 2011. Efter tre guld- og platinsælgende album på Universal valgte bandet at forlænge kontrakten med pladeselskabet. I 2014 fulgte et album Før alting bliver nat. Den 23. februar 2018 udgav de et nyt album, Halvt til helt.

## Medlemmer
- Johan Olsen – vokal
- Anders Ramhede – trommer, percussion, kor
- Niklas Schneidermann – guitar, kor
- Rasmus Kern – guitar, mundharpe, keyboard, kor
- Terkel Møhl – bas

## Hæder
| År   | Prisuddeling        | Modtager/nomineret arbejde | Pris                       | Resultat  |
| ---- | ------------------- | -------------------------- | -------------------------- | --------- |
| 2005 | P3 Guld             | "Lorteparforhold"          | P3 Lytterhit               | Vundet    |
| 2006 | Danish Music Awards | Magtens Korridorer         | Årets Nye Danske Navn      | Vundet    |
| 2009 | P3 Guld             | "Milan Allé"               | P3 Lytterhit               | Nomineret |
| 2009 | P3 Guld             | Milan Allé Tour            | P3 Live Prisen             | Nomineret |
| 2010 | Zulu Awards         | Milan Allé                 | Årets Danske Album         | Nomineret |
| 2010 | Zulu Awards         | Johan Olsen                | Årets Danske Sanger        | Nomineret |
| 2022 | GAFFA-prisen        | Club Promise               | Årets Danske Rockudgivelse | Vundet    |
| 2022 | GAFFA-prisen        | Club Promise               | Årets danske udgivelse     | Nomineret |
| 2022 | GAFFA-prisen        | Magtens Korridorer         | Årets danske band          | Nomineret |

## Diskografi

### Studiealbum
| År                                                      | Album                 | Højeste placering | Certificering |
| År                                                      | Album                 | DAN               | Certificering |
| ------------------------------------------------------- | --------------------- | ----------------- | ------------- |
| 1998                                                    | Bagsiden af medaljen  | —                 |               |
| 2005                                                    | Friværdi              | 11                | - Platin      |
| 2007                                                    | Det krøllede håb      | 2                 | - Platin      |
| 2009                                                    | Milan Allé            | 3                 | - Guld        |
| 2011                                                    | Imperiet falder       | 2                 | - Guld        |
| 2014                                                    | Før alting bliver nat | 2                 | - Guld        |
| 2018                                                    | Halvt til helt        | 2                 |               |
| 2021                                                    | Club Promise          |                   |               |
| "—" markerer en udgivelse der ikke opnåede en placering |                       |                   |               |

### Livealbum
- Magtens Korridorer i Humlebyen (2003)
- STENGADE LIVE (2003)
- Smukfest 2012 (2012)

### Opsamlingsalbum
- Spil noget vi kender (2012)

### EP'er
- Intet nyt under solen (1995)
- Den første (1996)

### Singler
- "Lorteparforhold" (2005)
- "Picnic (På Kastellet)" (2005)
- "Nordhavn Station" (2005)
- "Sara Har..." (2005)
- "Pandora" (2007)
- "Drømmer" (2007)
- "Snot og Ild" (2007)
- "Milan Allé" (2009)
- "Engle" (2009)
- "En Sidste Chance Til" (2009)
- "Kom og Mærk" (2011)
- "Imperiet Falder" (2011)
- "På Vej" (featuring Sys Bjerre) (2012)
- "Eventyr For Drømmere" (featuring TV-2) (2012)
- "Giv Mig En Dag" (2014)
- "Sorte stråler" (2014)
- "Ensom Stjerne" (2019)
- "Ved Siden Af" (2019)
- "Club Promise" (2021)

### Andre sange
- "Hestevisen" (1997)
- "Brænd Dannebrog" (1998)
- "Militskvinder" (2006)
- "Ida" (2006)

### Andet
Bandet optrådte den 7. oktober 2018 foran 35.000 tilskuere på Rådhuspladsen i København. Anledningen var mindekoncerten for Kim Larsen. Der blev spillet to Kim Larsen-klassikere: 'Det bedste til mig og mine venner' og 'Rabalderstræde'. Navnlig det sidste nummer var stærkt medrivende for tilskuerne.